# Kabil Mahmud
Kabil Mahmud (arab. قابيل محمود) – egipski gimnastyk, uczestnik Igrzysk Olimpijskich 1920.
Brał udział w konkurencji wieloboju indywidualnego podczas zawodów gimnastycznych na Igrzyskach Olimpijskich w Antwerpii w 1920 roku. Z dorobkiem punktowym 63,30 zajął przedostatnie, 24. miejsce, wyprzedzając tylko swego rodaka, Ahmada Amina Tabuzada.